# Malika Akkaoui
Malika Akkaoui (née le 25 décembre 1987 à Aït Mouli, dans la région de Drâa-Tafilalet, au Maroc) est une athlète marocaine spécialiste du demi-fond.

## Carrière
Elle remporte la médaille de bronze du 800 mètres lors des Championnats d'Afrique 2010 de Nairobi, derrière l'Algérienne Zahra Bouras et la Kényane Janeth Jepkosgei, et porte son record personnel sur la distance à 2 min 01 s 01. Elle descend pour la première fois de sa carrière sous les 2 minutes en réalisant 1 min 59 s 75 fin juillet 2011 lors du meeting DN Galan de Stockholm où elle se classe deuxième de la course derrière la Jamaïcaine Kenia Sinclair.
Elle est demi-finaliste des Jeux Olympiques 2016 à Rio sur 1 500 mètres.
Elle termine dixième des championnats du monde 2017 à Londres sur 1 500 mètres.
Fin juin 2018, aux Jeux méditerranéens de Tarragone, Malika Akkaoui décroche deux médailles d'argent, sur 800 m et 1 500 m. Elle est devancée lors des deux courses par sa compatriote Rababe Arafi.

## Palmarès
| Date | Compétition                     | Lieu             | Résultat | Épreuve   | Temps         |
| ---- | ------------------------------- | ---------------- | -------- | --------- | ------------- |
| 2010 | Championnats d'Afrique          | Nairobi          | 3e       | 800 m     | 2 min 01 s 01 |
| 2011 | Jeux panarabes                  | Doha             | 1re      | 400 m     | 53 s 94       |
| 2011 | Jeux panarabes                  | Doha             | 1re      | 800 m     | 2 min 02 s 42 |
| 2011 | Jeux panarabes                  | Doha             | 1re      | 4 x 400 m | 3 min 38 s 64 |
| 2011 | Championnats panarabes          | Al-Aïn           | 2e       | 800 m     | 2 min 05 s 15 |
| 2011 | Ligue de diamant                | Ligue de diamant | 5e       | 800 m     | détails       |
| 2012 | Championnats d'Afrique          | Porto-Novo       | 3e       | 800 m     | 1 min 59 s 90 |
| 2013 | Jeux méditerranéens             | Mersin           | 1re      | 800 m     | 2 min 00 s 72 |
| 2013 | Jeux de la Francophonie         | Nice             | 2e       | 800 m     | 2 min 02 s 61 |
| 2014 | Championnats d'Afrique          | Marrakech        | 6e       | 800 m     | 2 min 02 s 63 |
| 2015 | Championnats arabes             | Madinat 'Isa     | 1re      | 800 m     | 2 min 05 s 77 |
| 2015 | Championnats arabes             | Madinat 'Isa     | 2e       | 4 x 400 m | 3 min 38 s 60 |
| 2015 | Championnats du monde           | Pékin            | 12e      | 1 500 m   | 4 min 16 s 98 |
| 2016 | Championnats d'Afrique          | Durban           | 2e       | 800 m     | 2 min 00 s 24 |
| 2017 | Jeux de la solidarité islamique | Bakou            | 1re      | 800 m     | 2 min 01 s 04 |
| 2017 | Jeux de la Francophonie         | Abidjan          | 1re      | 800 m     | 2 min 00 s 71 |
| 2017 | Jeux de la Francophonie         | Abidjan          | 2e       | 1 500 m   | 4 min 17 s 36 |
| 2017 | Championnats du monde           | Londres          | 10e      | 1 500 m   | 4 min 05 s 87 |
| 2017 | Ligue de diamant                | Ligue de diamant | 11e      | 1 500 m   | 4 min 10 s 76 |
| 2018 | Jeux méditerranéens             | Tarragone        | 2e       | 800 m     | 2 min 01 s 50 |
| 2018 | Jeux méditerranéens             | Tarragone        | 2e       | 1 500 m   | 4 min 13 s 31 |
| 2018 | Championnats d'Afrique          | Asaba            | 3e       | 1 500 m   | 4 min 14 s 17 |
| 2019 | Championnats panarabes          | Le Caire         | 1re      | 1 500 m   | 4 min 29 s 10 |
| 2019 | Championnats panarabes          | Le Caire         | 1re      | 4 x 400 m | 3 min 49 s 85 |
| 2019 | Jeux africains                  | Rabat            | 4e       | 800 m     | 2 min 04 s 78 |

## Records
| Épreuve | Épreuve   | Temps         | Lieu        | Date              |
| ------- | --------- | ------------- | ----------- | ----------------- |
| 400 m   | Plein air | 53 s 19       | Palembang   | 26 septembre 2013 |
| 400 m   | Salle     |               |             |                   |
| 800 m   | Plein air | 1 min 57 s 64 | Saint-Denis | 6 juillet 2013    |
| 800 m   | Salle     | 1 min 59 s 01 | Liévin      | 14 février 2012   |
| 1000 m  | Plein air | 2 min 39 s 86 | Linz        | 26 août 2013      |
| 1000 m  | Salle     | 2 min 40 s 43 | Eaubonne    | 16 février 2012   |
| 1 500 m | Plein air | 4 min 03 s 36 | Rabat       | 16 juillet 2017   |
| 1 500 m | Salle     | 4 min 09 s 31 | Toruń       | 15 février 2018   |